# Тепловка (Рузаєвський район)
Те́пловка (рос. Тепловка, ерз. Тепловка) — село у складі Рузаєвського району Мордовії, Росія. Входить до складу Мордовсько-Пішлинського сільського поселення.

## Населення
Населення — 5 осіб (2010; 6 у 2002).
Національний склад (станом на 2002 рік):
- росіяни — 67 %
- мордва — 33 %